# Cellarinella rossi
Cellarinella rossi är en mossdjursart som beskrevs av Rogick 1956. Cellarinella rossi ingår i släktet Cellarinella och familjen Sclerodomidae. Inga underarter finns listade i Catalogue of Life.